# Handball-Oberliga Sachsen
Die Handball-Oberliga Sachsen (OL-SN) war eine von zwölf Staffeln der Handball-Oberliga des Deutschen Handballbundes, die höchste Spielklasse im Handball-Verband Sachsen (HVS) und als vierthöchste Liga im deutschen Handball-Ligasystem eingestuft.

## Geschichte
Die Handball-Oberliga Sachsen war von 1991 bis 2010 nach der Bundesliga, der 2. Bundesliga und der Regionalliga eine der vierthöchsten Spielklassen im deutschen Handball.  Nach Gründung der 3. Liga (Handball) 2010/11 und der damit verbundenen Auflösung der drittklassigen Regionalligen schlossen sich die Handballverbände Sachsens, Thüringens und Sachsen-Anhalts zusammen, um die viertklassige Handball-Oberliga Mitteldeutschland zu gründen. Damit löste der Handball-Verband Sachsen zur Saison 2010/11 die Oberliga-Sachsen auf und stufte die Sachsenliga als neue höchste Liga des Landesverbandes ein. Die Sachsenliga wird als fünftklassige Liga hinter der Oberliga Mitteldeutschland geführt.

## Spielbetrieb
Bei der zuletzt aus zwölf Mannschaften bestandenen Liga wurden in einer Hin- und Rückrunde der Sachsenmeister und zwei Absteiger ermittelt. Der Sachsenmeister hatte das direkte Aufstiegsrecht für die drittklassige Handball-Regionalliga. Neben der Sachsenmeisterschaft wurde auch der HVS-Pokal auf Landesebene ausgespielt. Der Cupsieger dieses Wettbewerbes war Sachsen-Pokalsieger und für die direkte Teilnahme an der ersten Hauptrunde des DHB-Pokals qualifiziert.

## Meister

### Meister von 1991/92 bis 2009/10 (viertklassig)
| Saison         | Oberliga-Sachsen             |
| -------------- | ---------------------------- |
| 1991/92        | ESV Delitzsch                |
| 1992/93 (RS)   | HSV Dresden                  |
| 1993/94 (RS)   | OSC Löbau                    |
| 1994/95 (RS)   | SG LVB Leipzig               |
| 1995/96 (RS)   | 1. SV Concordia Delitzsch    |
| 1996/97 (RS)   | HSV Dresden                  |
| 1997/98 (RS)   | ESV Lok Hoyerswerda          |
| 1998/99 (RS)   | HSG Freiberg                 |
| 1999/2000 (RM) | HC Einheit Plauen            |
| 2000/01        | 1. SV Concordia Delitzsch II |

| Saison           | Oberliga-Sachsen              |
| ---------------- | ----------------------------- |
| 2001/02          | SG LVB Leipzig                |
| 2002/03 (RM)     | SG LVB Leipzig                |
| 2003/04 (RM)     | HC Dresden                    |
| 2004/05 (RS)     | HSV Glauchau                  |
| 2005/06 (RS)     | HSG Freiberg (SG LVB Leipzig) |
| 2006/07 (RS)     | ESV Lokomotive Pirna          |
| 2007/08 (RS)     | SC DHfK Leipzig               |
| 2008/09 (RS)     | HSC Leipzig                   |
| 2009/10 (3. L/O) | SC DHfK Leipzig               |

Saison 2009/2010

SC DHfK Leipzig ist in die 3. Liga 2010/11 aufgestiegen. HC Elbflorenz und die HSG Freiberg haben sich für die neue Oberliga Mitteldeutschland qualifiziert.